# Studio City
Studio City est un quartier de la ville de Los Angeles en Californie situé dans la vallée de San Fernando.

## Origine du nom
Le nom de Studio City vient des années 1920 quand Mack Sennett installa ses studios près de Ventura Boulevard. Pourtant une partie de la population aurait préféré qu'elle soit nommée Laurelwood, mais la chambre de commerce en décida autrement.

## Population
De nombreux habitants travaillent dans le milieu du film, de la télévision et de la musique.
D'après les estimations de la ville de Los Angeles, en 2008 37 201 personnes vivaient à Studio City. 49,4 % des habitants de 25 ans et plus ont un diplôme équivalent bac+4. Le prix des maisons est désormais estimé à une moyenne de 849 000 $ .

## Transports
Studio City est connectée au vaste réseau d'autoroutes de Los Angeles par la 101. L'accès aux autres parties de la ville est aussi possible par le Laurel Canyon Boulevard, la Coldwater Canyon Avenue, et les boulevards de Ventura et de Cahuenga. La voie principale est Ventura Boulevard, le long de laquelle se trouve le centre principal de l'activité commerciale du quartier.
Par ailleurs, le quartier est également desservi par les rames de la ligne B du métro de Los Angeles, grâce à la station de Universal City.

## Histoire et activités
Le quartier a donc pris le nom de Studio City dans les années 1920. Aujourd'hui, les studios de Mack Sennett sont utilisés par CBS. De nombreuses séries y ont été (et sont tournées) dans ce studio et dans le quartier, dont Malcolm une série américaine dont la maison se trouvait au 12334 Cantura Street.
C'est à Studio City que se trouvent le CBS Studio Center, le centre commercial Ventura/Laurel Canyon et le Fryman Canyon Park. La Los Angeles River, avec ses allées piétonnes, traverse aussi le quartier.

## Points historiques
- CBS Studio Center
- Ventura/Laurel Canyon shopping districts
- Little Brown Church in the Valley
- Fryman Canyon Park
- Wilacre Park
- Los Angeles River walk
- Les bâtiments construits par Rudolph Michael Schindler.

## Résidents notables

### Films et télévision
- Shane Dawson
- Richard Dean Anderson
- Dana Andrews
- Gene Autry
- Bonnie Bartlett
- Mayim Bialik
- Ed Begley Jr.
- Robert Blake
- Julie Bowen
- Clancy Brown
- Smiley Burnette
- George Clooney
- Gary Cole
- Miley Cyrus
- William Daniels
- Brad Davis
- Yvonne De Carlo
- Zooey Deschanel
- Jon Cryer
- Charles S. Dutton
- Zac Efron
- Selena Gomez
- Erik Estrada
- Cuba Gooding, Jr.
- Neil Patrick Harris
- Mila Kunis
- Anton Yelchin
- Roddy McDowall
- Kevin McKidd
- Alyssa Milano
- Bill Nye
- Michael Richards
- William Shatner
- Anna Nicole Smith
- Sage Stallone
- Alex Trebek
- Sofía Vergara
- Nancy Walker
- Chloë Grace Moretz

### Musique
- Pete Candoli[3].
- Dua Lipa
- Hans J. Salter[4].
- Eddie Van Halen[5].
- Dweezil Zappa[6].
- Frank Zappa[7].